# Enrique Rojas
Enrique Leopoldo Rojas Contreras (* 23. Dezember 1978) ist ein chilenischer Poolbillardspieler.

## Karriere
2005 erreichte Enrique Rojas erstmals das Finale der Panamerikameisterschaft in der Disziplin 9-Ball und verlor dort gegen Alan Rolon. Bei der 9-Ball-Weltmeisterschaft 2005 schied er als Fünftplatzierter seiner Gruppe in der Vorrunde aus. Bei den Panamerikameisterschaften 2006 und 2007 gewann er durch Finalsiege gegen seinen Landsmann Alejandro Carvajal den Titel im 9-Ball. Bei der 9-Ball-WM 2007 schied er sieglos in der Vorrunde aus. 2010 verlor er beim 9-Ball-Wettbewerb der Panamerikameisterschaft das Finale gegen Ignacio Chávez. 2012 gewann er in den Disziplinen 9-Ball und 10-Ball die Bronzemedaille. Im Juli 2013 schied er bei den World Games im Achtelfinale gegen Dennis Orcollo aus. Bei der 9-Ball-Weltmeisterschaft 2013 erreichte Rojas die Runde der letzten 64 und unterlag dort dem Philippiner Ramil Gallego mit 8:11. Bei der Panamerikameisterschaft 2013 belegte er im 8-Ball und 10-Ball den dritten Platz. Im Juli 2014 zog er beim 10-Ball-Wettbewerb der Panamerikameisterschaft ins Finale ein und verlor dort gegen Alejandro Carvajal. 2015 gewann er in den Disziplinen 8-Ball und 10-Ball die Bronzemedaille. 2016 wurde Rojas durch einen Finalsieg gegen Rubén Bautista erstmals Panamerikameister im 10-Ball.
2014 nahm Rojas erstmals am World Cup of Pool teil. Gemeinsam mit Alejandro Carvajal bildete er das chilenische Doppel, das in der ersten Runde gegen die Philippiner Dennis Orcollo und Lee Van Corteza ausschied.

## Erfolge
- 2006, 2007: 9-Ball-Panamerikameister
- 2016: 10-Ball-Panamerikameister